# Landkreis Bamberg
Landkreis Bamberg – powiat w Niemczech, w kraju związkowym Bawaria, w rejencji Górna Frankonia, w regionie Oberfranken-West.
Siedzibą powiatu jest miasto na prawach powiatu Bamberg, które jednak do powiatu nie należy.

## Podział administracyjny
W skład powiatu Bamberg wchodzą:
- cztery gminy miejskie (Stadt)
- osiem gmin targowych (Markt)
- 24 (pozostałe) gminy (Gemeinde)
- pięć wspólnot administracyjnych (Verwaltungsgemeinschaft)
- dziesięć obszarów wolnych administracyjnie (gemeindefreies Gebiet)

Miasta:
| Lp. | Nazwa miasta  | Ludność (31.12.2011) | Powierzchnia km² |
| --- | ------------- | -------------------- | ---------------- |
| 1   | Baunach       | 3.927                | 30,91            |
| 2   | Hallstadt     | 8.514                | 14,54            |
| 3   | Scheßlitz     | 7.083                | 94,88            |
| 4   | Schlüsselfeld | 5.655                | 70,22            |

Gminy targowe:
| Lp. | Nazwa gminy targowej         | Ludność (31.12.2011) | Powierzchnia km² |
| --- | ---------------------------- | -------------------- | ---------------- |
| 1   | Burgebrach                   | 6.440                | 87,88            |
| 2   | Burgwindheim                 | 1.374                | 37,35            |
| 3   | Buttenheim                   | 3.394                | 30,03            |
| 4   | Ebrach                       | 1.862                | 29,58            |
| 5   | Heiligenstadt in Oberfranken | 3.602                | 76,71            |
| 6   | Hirschaid                    | 11.771               | 40,95            |
| 7   | Rattelsdorf                  | 4.474                | 39,58            |
| 8   | Zapfendorf                   | 4.987                | 30,55            |

(Pozostałe) gminy:
| Lp. | Nazwa gminy               | Ludność (31.12.2011) | Powierzchnia km² |
| --- | ------------------------- | -------------------- | ---------------- |
| 1   | Altendorf                 | 2.040                | 8,61             |
| 2   | Bischberg                 | 6.033                | 17,54            |
| 3   | Breitengüßbach            | 4.693                | 16,86            |
| 4   | Frensdorf                 | 4.904                | 43,96            |
| 5   | Gerach                    | 966                  | 7,78             |
| 6   | Gundelsheim               | 3.325                | 3,78             |
| 7   | Kemmern                   | 2.567                | 8,27             |
| 8   | Königsfeld                | 1.338                | 42,72            |
| 9   | Lauter                    | 1.141                | 12,76            |
| 10  | Lisberg                   | 1.757                | 8,36             |
| 11  | Litzendorf                | 6.011                | 25,85            |
| 12  | Memmelsdorf               | 8.857                | 26,16            |
| 13  | Oberhaid                  | 4.653                | 27,22            |
| 14  | Pettstadt                 | 1.951                | 9,88             |
| 15  | Pommersfelden             | 2.943                | 35,71            |
| 16  | Priesendorf               | 1.535                | 8,35             |
| 17  | Reckendorf                | 1.998                | 13,06            |
| 18  | Schönbrunn im Steigerwald | 1.885                | 24,67            |
| 19  | Stadelhofen               | 1.234                | 41,01            |
| 20  | Stegaurach                | 6.887                | 23,89            |
| 21  | Strullendorf              | 7.713                | 31,69            |
| 22  | Viereth-Trunstadt         | 3.619                | 15,78            |
| 23  | Walsdorf                  | 2.571                | 16,22            |
| 24  | Wattendorf                | 687                  | 22,23            |

Wspólnoty administracyjne:
| Lp. | Nazwa wspólnoty administracyjnej | Ludność (31.12.2011) | Powierzchnia km² | Liczba gmin |
| --- | -------------------------------- | -------------------- | ---------------- | ----------- |
| 1   | Baunach                          | 8.032                | 64,51            | 4           |
| 2   | Burgebrach                       | 8.325                | 112,55           | 2           |
| 3   | Ebrach                           | 3.236                | 66,91            | 2           |
| 4   | Lisberg                          | 3.292                | 16,71            | 2           |
| 5   | Steinfeld                        | 3.559                | 105,96           | 3           |

Obszary wolne administracyjnie:
| Lp. | Nazwa obszaru      | Ludność (31.12.2011) | Powierzchnia km² |
| --- | ------------------ | -------------------- | ---------------- |
| 1   | Ebracher Forst     | niezamieszkany       | 11,67            |
| 2   | Eichwald           | niezamieszkany       | 4,33             |
| 3   | Geisberger Forst   | niezamieszkany       | 10,32            |
| 4   | Hauptsmoorwald     | niezamieszkany       | 20,82            |
| 5   | Koppenwinder Forst | niezamieszkany       | 12,89            |
| 6   | Lindach            | niezamieszkany       | 6,27             |
| 7   | Semberg            | niezamieszkany       | 4,50             |
| 8   | Steinachsrangen    | niezamieszkany       | 5,75             |
| 9   | Winkelhofer Forst  | niezamieszkany       | 8,52             |
| 10  | Zückshuter Forst   | niezamieszkany       | 5,78             |